# Jungermannia pendulina
Jungermannia pendulina là một loài Rêu trong họ Jungermanniaceae. Loài này được Hook. f. mô tả khoa học đầu tiên năm 1818.